# Hertogdom Saksen (1547-1572)
Het Ernestijnse hertogdom Saksen (Duits: Herzogtum Sachsen of Ernestinischer Gesamtstaat) was een middelgroot land binnen het Heilige Roomse Rijk. Het werd geregeerd door de Ernestijnse linie van het huis Wettin. Het hertogdom ontstond in 1547, nadat de Ernestijnse keurvorst van Saksen, Johan Frederik I van Saksen, na zijn nederlaag in de Schmalkaldische Oorlog het grootste deel van zijn gebieden en de titel keurvorst moest afstaan aan de rivaliserende Albertijnse linie. In 1572 werd het hertogdom verdeeld in Saksen-Weimar en Saksen-Coburg-Eisenach. Later zouden de Ernestijnse gebieden na nieuwe delingen steeds verder versnipperd raken.

## Heersers
- 1547 - 1554: Johan Frederik I de Grootmoedige
- 1554 - 1566: Johan Frederik II de Middelste en Johan Willem
- 1566 - 1572: Johan Willem